# Garard Green
Pour les articles homonymes, voir Green.
Garard Green (né le 31 juillet 1924 à Madras et mort le 26 décembre 2004  à Londres) est un acteur et commentateur britannique.

## Filmographie
- 1959 : Jack l'Éventreur de Monty Berman & Robert S. Baker
- 1960 : L'Impasse aux violences (The Flesh and the Fiends) de John Gilling
- 1989 : Otto Dix: The Painter Is the Eyes of the World de Reiner Moritz